# Сибила от Куме
Сибила от Куме (на старогръцки: Σιβυλλα; на латински: Sibylla Cumana; Sibylla) е една от 10-те Сибили, назовани от Марк Теренций Варон, римски писател от 2-1 в. пр.н.е. Традициите да се правят допитвания до сибили са разпространени най-вече в Древна Гърция, но също и в Мала Азия и различни други области. Това са преди всичко жрици, които в екстаз мълвят предполагаеми послания на боговете (най-вече - отговори на предварително зададени въпроси). В оригинал думите им звучат като несвързан брътвеж и са допълнително превеждани във вид, който би могъл да има разнообразни значения от специално излъчени за това жреци, а после - разбирани по своему от адресатите им.
Град Куме става прочут като мястото, където пророчества Сибила от Куме. Нейната пещера днес (20-21. век) е туристическа атракция.

## Сибилата от Куме
Не известно със сигурност името й ("сибила" е нарицателно за прорицателка), нито откъде е дошла "тайно в Рим" и изобщо - в тогавашните земи на римляните, известната от легендата за Сибилските книги пророчица, а само че според Варон е била "старица, която не е жителка на страната". Също така не е ясно и дали тя е единствената Сибила от Куме, въпреки че според Вергилий Еней (в "Енеида"), при идването си в Италия, попада на нея/нейна предшественица на място, което по-късно е в околностите на Куме - при храма на Аполон, в близост до вулкана Аверн, където според него се намира един от входовете към Подземното царство на Хадес. На тази или на друга Кумейска сибила в митологията се приписват 1000 години живот (или по-скоро толкова, преди съвсем да се смали от старост и да заприлича на насекомо).

## Сибилата и цар Тарквиний
Според Варон, появата на сибилата в столицата е свързано с практична цел - сделка, която тя предлага на владеещия по това време града цар Тарквиний. Според датировката на Варон - в периода на 50-ата олимпиада - това става по-скоро по времето на Тарквиний Приск, царувал в периода ( 616 до 579 пр.н.е.), но срещата с нея се приписва и на Луций Тарквиний Горди (упр. 535 - 509 пр.н.е.), като във втория случай се предполага, че е станала около 520 пр.н.е. (пак според израза на Варон - "малко преди да бъдат прогонени римските царе"). Според легендата за нея, Сибила от Куме притежава 9 написани на гръцки език книги с предсказания, засягащи бъдещето на римската държава - така наречените Сибилски книги - за които иска на Тарквиний толкова висока цена, че той без много колебания й отказва. Старицата изгаря 3 от книгите и му предлага останалите 6 на същата цена. След като Тарквиний не се съгласява и с този вариант, тя унищожава още 3 от книгите, а останалите по този начин само 3 от първоначалните 9, царят (по съвет на римските авгури) накрая все пак купува, макар и все на същата цена, която е поискана от прорицателката първоначално за всичките. Впоследствие книгите се съхраняват в храма на Юпитер Капитолийски.